# Batalla d'Ekeren
La batalla d'Ekeren va ser una batalla que va tenir lloc el 30 de juny de 1703 en el marc de la Guerra de Successió espanyola. Els francesos van envoltar un exèrcit neerlandès, que va evitar per poc la destrucció completa. Aquesta batalla va acabar amb una decisiva victòria aliada. Era una etapa en la guerra per a conquerir la ciutat d'Anvers.
Una força neerlandesa de 10.000 homes s'hi va enfrontar a un exèrcit de 40.000 francesos. El comandant neerlandès Jacob II van Wassenaer Obdam es va separar de les seves tropes i va fugir en pànic cap a la ciutat de Breda. Tot i que els francesos hi van obtenir una victòria tàctica, no en van poder treure cap avantatge estratègic. En total hi van morir 3.000 soldats. Van ser enterrats al lloc en una fossa comuna.
N'existeix una pintura mural, per Peeter Verdussen (1662-±1710) que el 2018 va tornar de les reserves del museu d'art d'Anvers, cap al castell de Veltwijck, on s'ha instal·lat la dependència del consistori a la vila d'Ekeren, que el 1983 va fusionar amb la ciutat d'anvers.
Actualment, excepte Ekeren, el camp de batalla, incloses les viles d'Oorderen, Wilmarsdonk i Muisbroek, ha desaparegut per mor de l'expansió del port d'Anvers, durant la dècada de 1960.